# Denis Imbert
Pour les articles homonymes, voir Imbert.
Denis Imbert est un réalisateur français né à Limoges.

## Biographie
Assistant réalisateur de 1993 à 2010, Denis Imbert a signé plusieurs épisodes de séries télévisées et trois longs métrages pour le cinéma : Vicky, sorti en 2016, Mystère, sorti en 2021, ainsi que Sur les chemins noirs, adaptation du récit éponyme de Sylvain Tesson, dont le tournage a eu lieu principalement dans le Cantal et en Limousin de septembre à novembre 2021.

## Filmographie
- 2016 : Vicky
- 2021 : Mystère
- 2023 : Sur les chemins noirs